# Sangster International Airport

i8
i11
i13
Der Sangster International Airport (IATA-Code: MBJ, ICAO-Code: MKJS) ist der internationale Verkehrsflughafen von Montego Bay auf Jamaika und noch vor dem Norman Manley International Airport der größte des Landes. Er wurde nach dem ehemaligen Premierminister Donald Sangster benannt.

## Fluggesellschaften und Ziele
Viele international tätige Fluglinien fliegen den Flughafen an. British Airways und TUI Airways fliegen zu britischen Zielen, Sunwing Airlines zu vielen kanadischen Zielen. Die meisten Fluggesellschaften sind US-amerikanisch und steuern Ziele in den USA an. So bieten unter anderem American Airlines, Delta Air Lines und United Airlines regelmäßige Linienverbindungen nach Chicago, Washington, Boston, Phoenix, Philadelphia, New York-JFK, Atlanta, Detroit, Memphis und vielen mehr an. Aus dem deutschsprachigen Raum wird der Flughafen derzeit von Condor aus Frankfurt am Main und Edelweiss Air aus Zürich angeflogen.
Im Luftfracht-Geschäft fliegen unter anderem Air Jamaica Cargo, FedEx, IBC Airways oder Sunrise Airways nach Miami, Kingston-Manley, Port-Au-Prince und weiteren Flughäfen.

## Zwischenfälle
- Am 21. Januar 1960 befand sich eine Lockheed L-1049E Super Constellation der kolumbianischen Fluggesellschaft Avianca (Luftfahrzeugkennzeichen HK-177) auf der Strecke von New York (USA) nach Bogota (Kolumbien), als die Maschine bei der Zwischenlandung in Montego Bay verunglückte. Beim sehr harten Aufsetzen auf der Landebahn brach das Fahrwerk, wodurch der Rumpf Bodenberührung bekam und das Flugzeug in Flammen aufging. Von den 46 Insassen kamen 37 ums Leben (siehe auch Avianca-Flug 671).[2][3]